# Juan de la Cruz Donoso
Juan de la Cruz Donoso Cienfuegos (Talca, 1805 - Talca, 1859) fue un político y periodista chileno.
Estudio en escuelas parroquiales de Talca, dedicándose luego de manera autodidacta, al periodismo, siendo los fundadores de la actividad en su ciudad natal, al fundar el periódico “El Alfa” (1844).
Posteriormente dirigió varios periódicos, manteniendo de su propiedad el primer diario talquino. 
Ingresó al Partido Conservador, por el cual fue elegido Diputado por Curicó y Santa Cruz en dos períodos consecutivos (1855-1861), integrando en este período la Comisión permanente Calificadora de Peticiones.
Al morir, ya era había logrado una gran fortuna, siendo propietario de fundos como “Chocoa” y “Huaipillo”, en este último vivió hasta el día de su fallecimiento.